# Mosconi

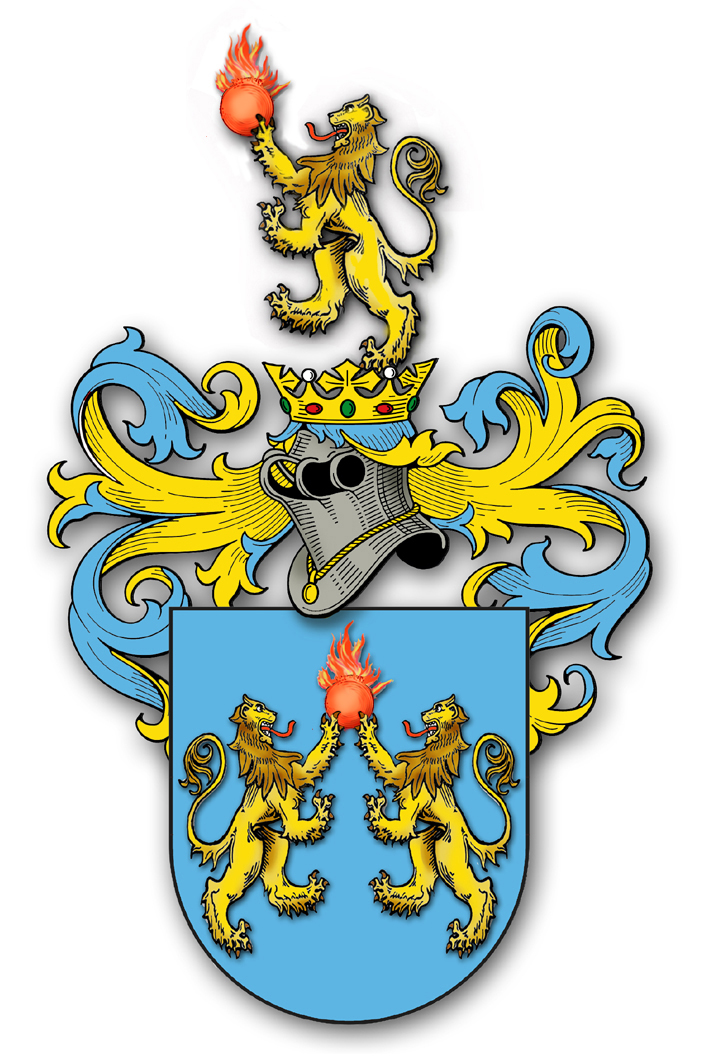
O mais antigo brasão Mosconi. Dele surgiu um grande número de variantes e aumentos.

Mosconi é uma antiga família nobre italiana oriunda de Bérgamo que ganhou proeminência e riqueza a partir do século XV como comerciantes de tecidos, lançando ramos em várias cidades italianas e na Áustria, Eslovênia e Hungria.

## Origens
A família fez parte do grupo fundador da comuna independente, emancipada do domínio feudal em 1098, sendo detentora da "cidadania original" de Bérgamo, a mais antiga nobreza cívica local. Logo estabeleceram outras sedes em Vertova, Leffe e Gandino. Primitivamente chamavam-se Fogaroli (Focaroli, Fogarolo). Entre os primeiros a se destacar estão Ottone de Fogaroli, cônsul de Bérgamo em 1256; Enrico de Fogaroli, membro do Conselho dos Nobres antes de 1281; Ardrito Fogaroli, notário em torno de 1330; seu filho Oberto, notário em torno de 1360; Alessandro, delegado dos cônsules de Leffe em torno de 1392; e Adamo de Fogaroli, terceiro cônsul de Leffe e um dos três oficiais responsáveis pela organização e instituição dos Estatutos comunais em 1290. Andreolo de Fogaroli, alcunhado il Moscone, nascido em Leffe em torno de 1310, filho de Ventura e neto de Adamo, foi o patriarca dos Mosconi. Seus filhos passaram a usar o sobrenome Mosconi de Fogaroli, quando a família foi admitida em separado no Conselho dos Nobres de Bérgamo, e depois sua descendência abandonaria o Fogaroli.

## Enriquecimento e dispersão
Guglielmo Mosconi de Fogaroli (Leffe, c. 1350 - antes de 1443), filho de Andreolo, foi o primeiro da família a investir nos lanifícios e fez fortuna rapidamente, sendo um dos pioneiros da produção de tecidos no Vale de Gandino. O contexto da região favoreceu o enriquecimento e dispersão da família. No início do século XV os lanifícios se tornaram a maior fonte de renda de Gandino e Leffe, e os Mosconi logo assumiram um definido protagonismo neste processo. Com o domínio veneziano, a partir de 1427 foi facilitada a exportação para os Alpes, iniciando a fase mais intensa do comércio. Os mercadores percorriam a "Estrada da Lã" até chegarem ao Passo Tonale, em Vermiglio, onde havia uma importante feira comercial, e de lá atingiam outras grandes feiras do Trentino. Seus tecidos eram consumidos em parte localmente e em parte seguiam para os mercados do centro da Europa. Segundo Gian Maria Varanini, Vermiglio se tornou um dos pontos mais nevrálgicos em toda a rede de comércio alpina, tinha também uma alfândega e uma importante hospedaria e controlava uma das duas principais vias de passagem do Trentino Ocidental usadas pelos produtores de Bérgamo e Bréscia, que acabaram por dominar completamente o comércio do Passo Tonale, onde a lã e os tecidos vindos das manufaturas de Lovere e Gandino estavam entre os itens mais importantes.

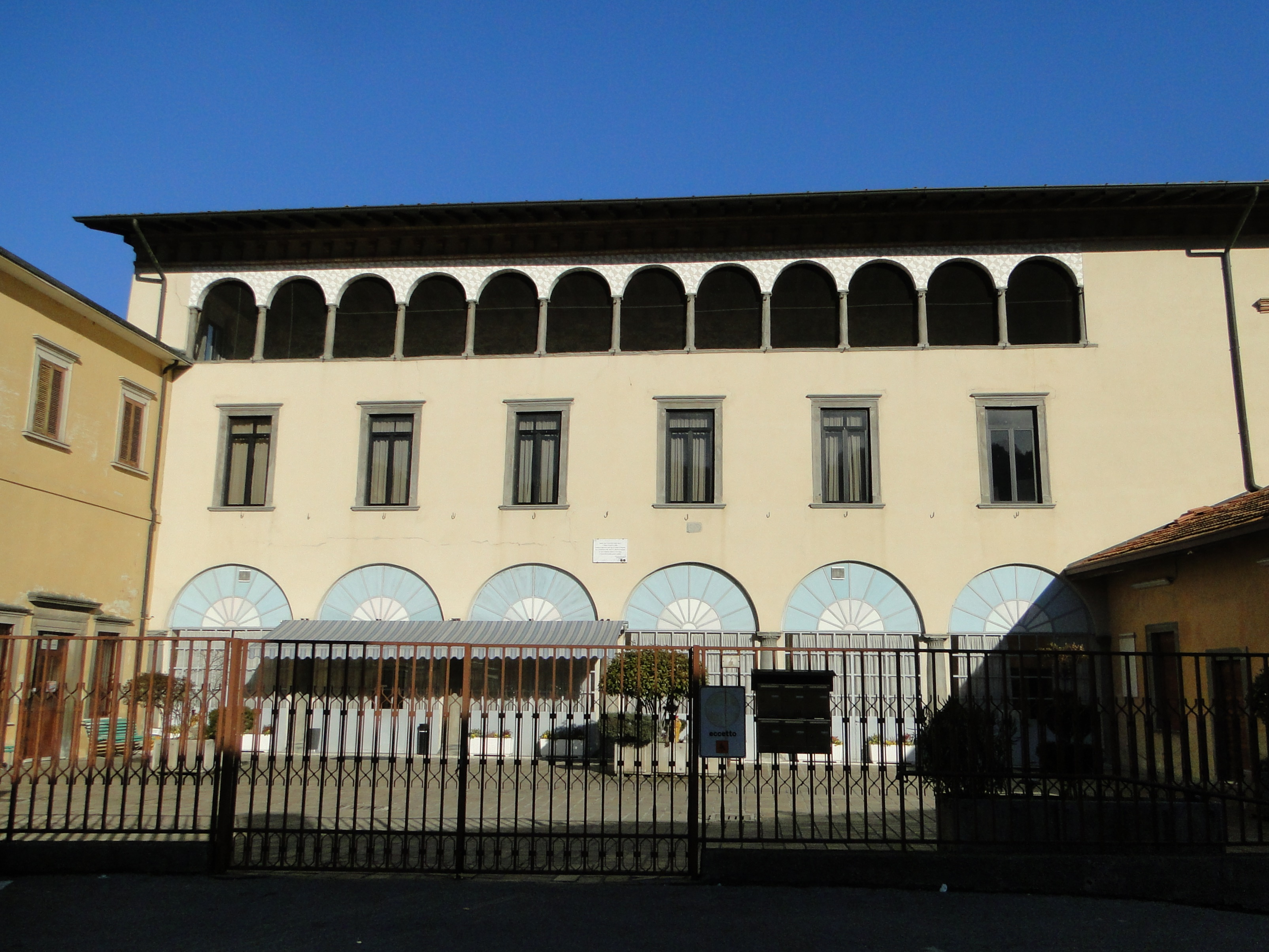
Detalhe do Palácio Mosconi de Leffe.

Giovannino Mosconi de Fogaroli, filho de Guglielmo, levou os negócios a um patamar mais alto. Na análise de Giovanna Capoferri Mosconi, doutora em história e a principal investigadora da trajetória família,
"A figura de Giovannino, recuperada através de atos públicos notariais, representa um exemplo típico do empreendedor-mercador no setor dos tecidos de lã, vivendo em um período de grandes mudanças políticas e econômicas. Em 1427, com o domínio veneziano, foi dada aos habitantes dos vales a possibilidade de administrar e pagar à Câmara Fiscal os tributos devidos independentemente do controle da comuna de Bérgamo. Esta agilização favoreceu enormemente a atividade produtiva para os tecidos de lã, os quais, não ficando obrigados ao controle da cidade e dos mercadores locais, puderam ser vendidos e exportados diretamente pelos comerciantes dos vales. Foi exatamente graças a isso que nos séculos XV e XVI a indústria da lã cresceu a tal ponto que a economia de algumas comunidades, entre as quais Gandino, Leffe e outras nos arredores, passou a depender quase exclusivamente do trabalho na lã, do transporte e da venda de tecidos. Neste contexto se inserem Giovannino e seus filhos, que potencializando os meios de produção fundados por Guglielmo, souberam desenvolver a gestão dos negócios e seus bens derivados, incrementando tanto o patrimônio familiar já consolidado que adquiriram novos bens imobiliários valiosos no território do vale de Gandino, especialmente nas comunas de Gorlago, Grumello, Cenate e Trescore. Sem dúvida Giovannino devia ter uma personalidade forte, que não apenas lhe permitiu subir em seu campo econômico, mas que também o projetou de modo a ganhar uma posição de destaque na vida social do seu vale. A este propósito lembramos que em 1436 ele obteve o cargo de credendario da Comuna de Leffe. A Credenza era o órgão colegiado da comuna, onde os credendari, eleitos pelo Conselho formado de todos os chefes de família de Leffe, se ocupavam da gestão do erário público e das relações com outras comunas. Deviam também assistir os cônsules nos assuntos internos e tinham o direito de eleger os próprios cônsules".
Com o crescimento das suas atividades no setor da lã, a família passou a investir também na tinturaria, tornando sua empresa mais autossuficiente. Em meados do século XV já eram uma das famílias mais ricas da região, detinham um vasto patrimônio fundiário na região e muitas casas e outros bens na comuna, construíram um palácio e faziam importantes doações para a Igreja e para a caridade. Em 1505 Antonio Mosconi fundou na igreja matriz de Leffe, dedicada a São Miguel Arcanjo, uma capela privada dedicada aos santos Pedro e André, e pouco depois a família fundou um patronato hereditário junto à mesma igreja, dotado de um patrimônio de casas, terras e outros bens para o sustento de um capelão permanente. Produziram muitos religiosos, como don Giacomo, monge franciscano, uma liderança entre os franciscanos da região no fim do século XVI, depois eleito cônego em Como, don Giovanni Antonio, don Stefano, don Giovanni Paolo e don Santo, capelãos; don Giovanni Battista, cônego da Catedral de Bérgamo, reitor de São Miguel Arcanjo e capelão da capela familiar; don Rinaldo, pároco de Leffe entre 1528 e 1541, responsável pela ampliação da igreja matriz; don Rocco, pároco de 1567 a 1609, vigário forâneo de Gandino até 1614, construtor da segunda igreja matriz e da igreja de São Roque; don Giovanni Andrea, pároco de 1609 a 1656, mandou construir um grande altar na igreja matriz e terminou as obras da igreja de São Martinho; don Giovanni Battista, pároco de 1656 a 1695, e don Antonio Maria, preboste de 1764 a 1785, restaurador da igreja de São Martinho. Em 1754 construíram uma capela anexa ao seu palácio, dedicada a Santo Antônio de Pádua, adornada com uma grande pintura de Paolo Veronese, e no século XIX esta capela foi cedida à paróquia.

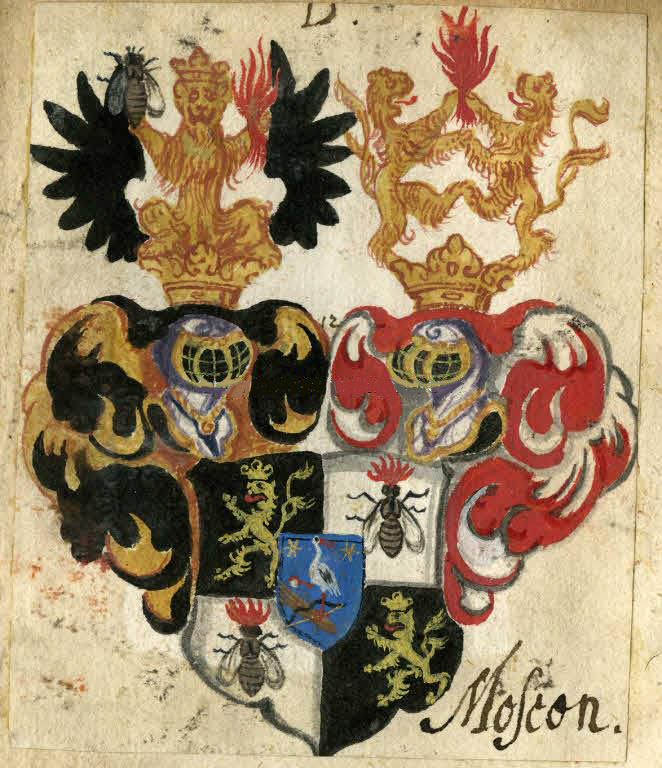
Uma das variantes do brasão dos condes Mosconi de Bérgamo.

Outros membros do ramo de Leffe ganharam projeção em atividades cívicas, como Sandrino, cônsul no século XIV, Martino, chanceler de Leffe no século XV e um dos responsáveis pela reforma dos Estatutos comunais; Giuseppe, deputado para a Saúde, que se destacou pela ajuda prestada à comuna durante a peste de 1631, recebendo elogiosos agradecimentos públicos, Francesco Giuseppe, administrador da Escola de São Pedro e São Paulo no fim do século XVIII, Giovanni Battista, tesoureiro comunal em 1776, e Francesco, síndico da cidade (prefeito) em 1800.
No século XVIII o núcleo de Bérgamo recebeu o título de condes, continuando a desempenhar relevantes funções na administração pública e na cultura. Entre 1654 e 1666 o dominus Giuseppe Mosconi foi várias vezes um dos cônsules de Comércio, e entre 1689 e 1736 outro dominus Giuseppe foi várias vezes um dos cônsules de Justiça. No fim do século XVIII Giovanni Davide, Marc'Antonio e Giovanni Battista foram juízes de Abastecimento. Em 1775 o conde Marc'Antonio integrava uma companhia teatral composta de diletantes da nobreza, que fundaram um teatro e participavam pessoalmente das apresentações. Os estatutos da companhia foram aprovados pelo Conselho em 1786, entre os signatários aparece o conde Giovanni filho de Giovan Andrea e Giovan Battista era um dos membros da comissão para angariar fundos, e em 1788 o conde Antonio era um dos fiadores. Em 1780 Giovanni Domenico era membro do Conselho das Artes. Em 1828 tiveram sua nobreza confirmada em Bérgamo, mas em 1845 a linha varonil se extinguiu na pessoa do cônego Giovanni Battista Mosconi.
Entre os séculos XV e XIX membros desta prolífica família se fixaram em Jesi, em Foggia, no Friuli, na Úmbria, em Nápoles, no Trentino, na Eslovênia, na Croácia, na Gorícia, em Udine, na Marca de Ancona, em Praga, Terni, Viena, Verona, Vicenza, Veneza e Graz, geralmente como comerciantes bem sucedidos, fundando vários ramos novos.

### Outros ramos principais

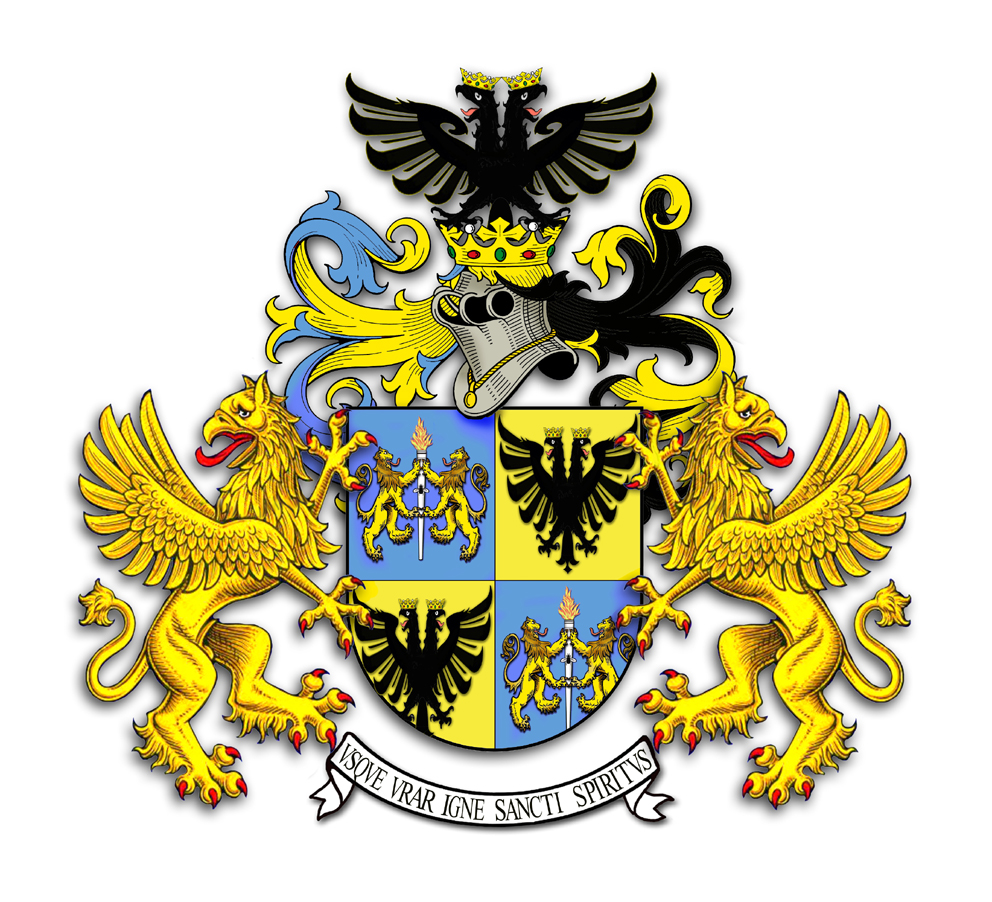
Brasão dos condes Mosconi de Fogaroli de Verona.

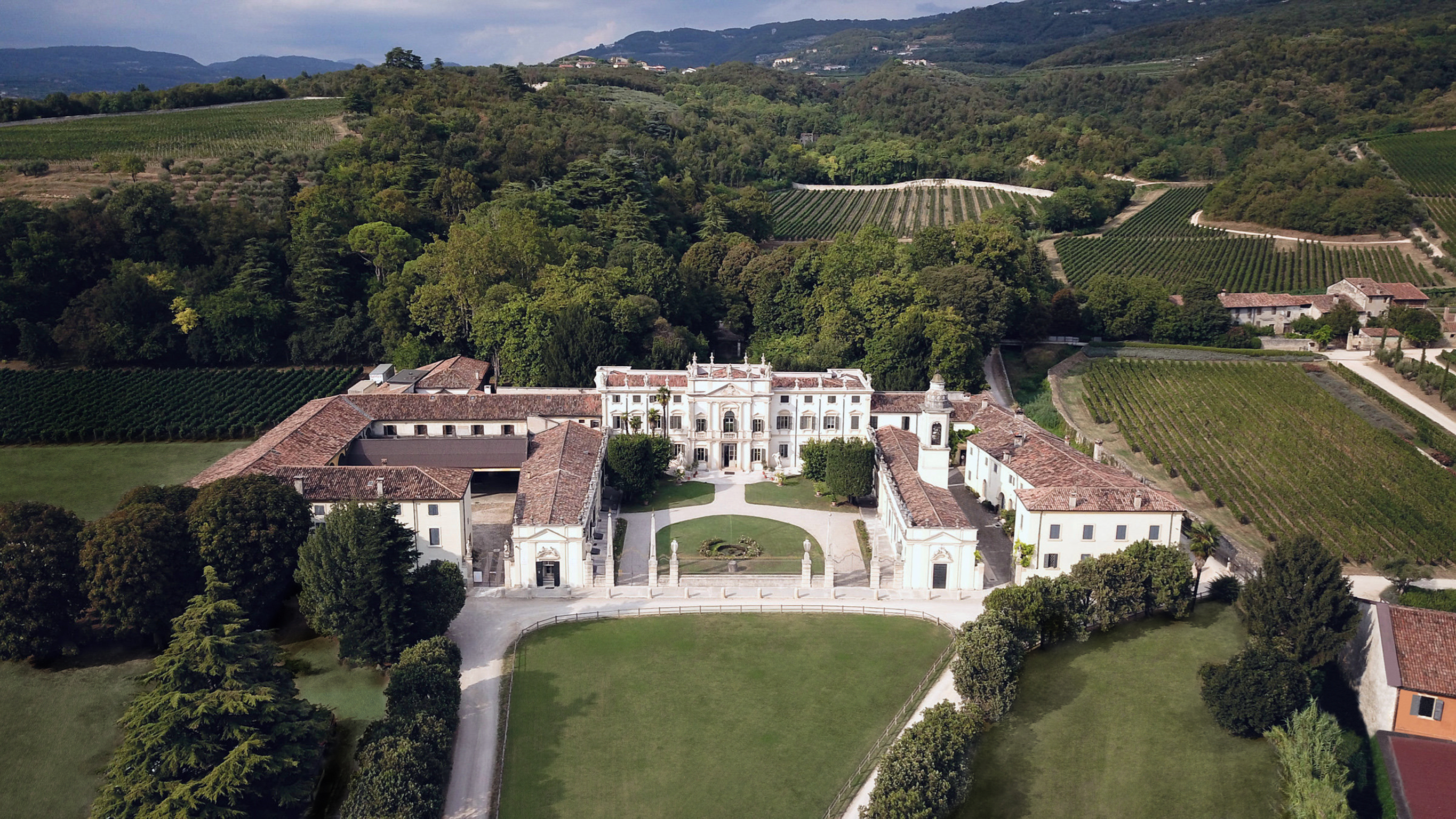
A Villa Mosconi-Bertani.

Em Verona mantiveram o sobrenome Mosconi de Fogaroli, estabelecidos no início do século XIV. Em 1578 o imperador Rodolfo II concedeu a Antonio e seus irmãos e descendência a nobreza húngara, depois receberam o título de condes, confirmado em 1784 pela República de Veneza, que lhes acrescentou um feudo em Sandrà, no território veronês. Tiveram um palácio na cidade projetado por Adriano Cristofoli, e em 1769 compraram uma villa rural em Novare da família Fattori, hoje chamada Villa Mosconi-Bertani, um típico exemplo de villa palladiana clássica, com rica decoração de fachada e um espetacular ciclo de decoração em afrescos, e a enriqueceram acrescentando novas alas e um vasto parque em estilo inglês, além de darem impulso às suas atividades vitivinícolas, tornando a cantina uma das maiores do norte da Itália. Ali mantiveram um famoso salão literário que foi um centro de cultivo do Romantismo, abrilhantado pela assídua presença do poeta Ippolito Pindemonte.
Outro ramo radicou-se em Trescore Balneario no século XIV. No século XVI já tinham um grande patrimônio fundiário e um palácio.  Este ramo também enriqueceu no comércio e foi contemplado com um título comital. Em 1727 o conde Giuseppe pagou metade das despesas na reforma da Igreja de São Pedro Apóstolo. Em reconhecimento, obtiveram os direitos perpétuos de manter uma passarela de comunicação direta entre seu palácio e a igreja e um banco privado no interior. Em 1738 Silvestro era pároco, logo ganhou a estima geral pelo seu zelo e sabedoria, e convenceu a comunidade a erguer uma igreja nova, inaugurada em 1743. Para recompensar seu empenho nas obras, o bispo concedeu a Silvestro e seus sucessores o título de preboste e uma clerezia especial no Convento de Santo Estêvão. Em 1774 o conde Giovanni iniciou a demolição do antigo palácio da família para substituí-lo por um novo, ainda maior, projetado por Luca Lucchini, com um interior ricamente decorado. Este ramo se extinguiu na linha varonil no início do século XIX.

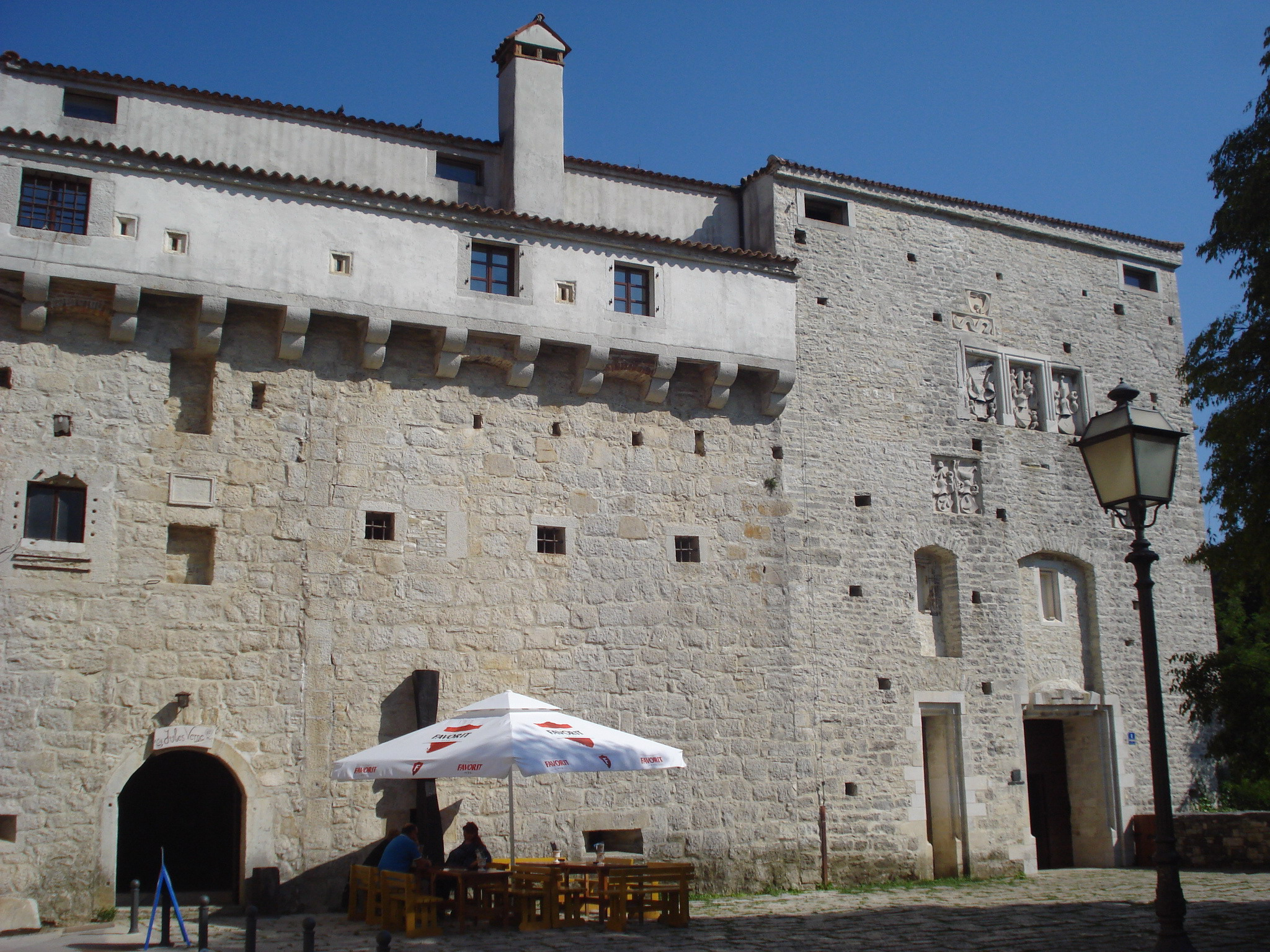
Detalhe do Castelo de Pazin.

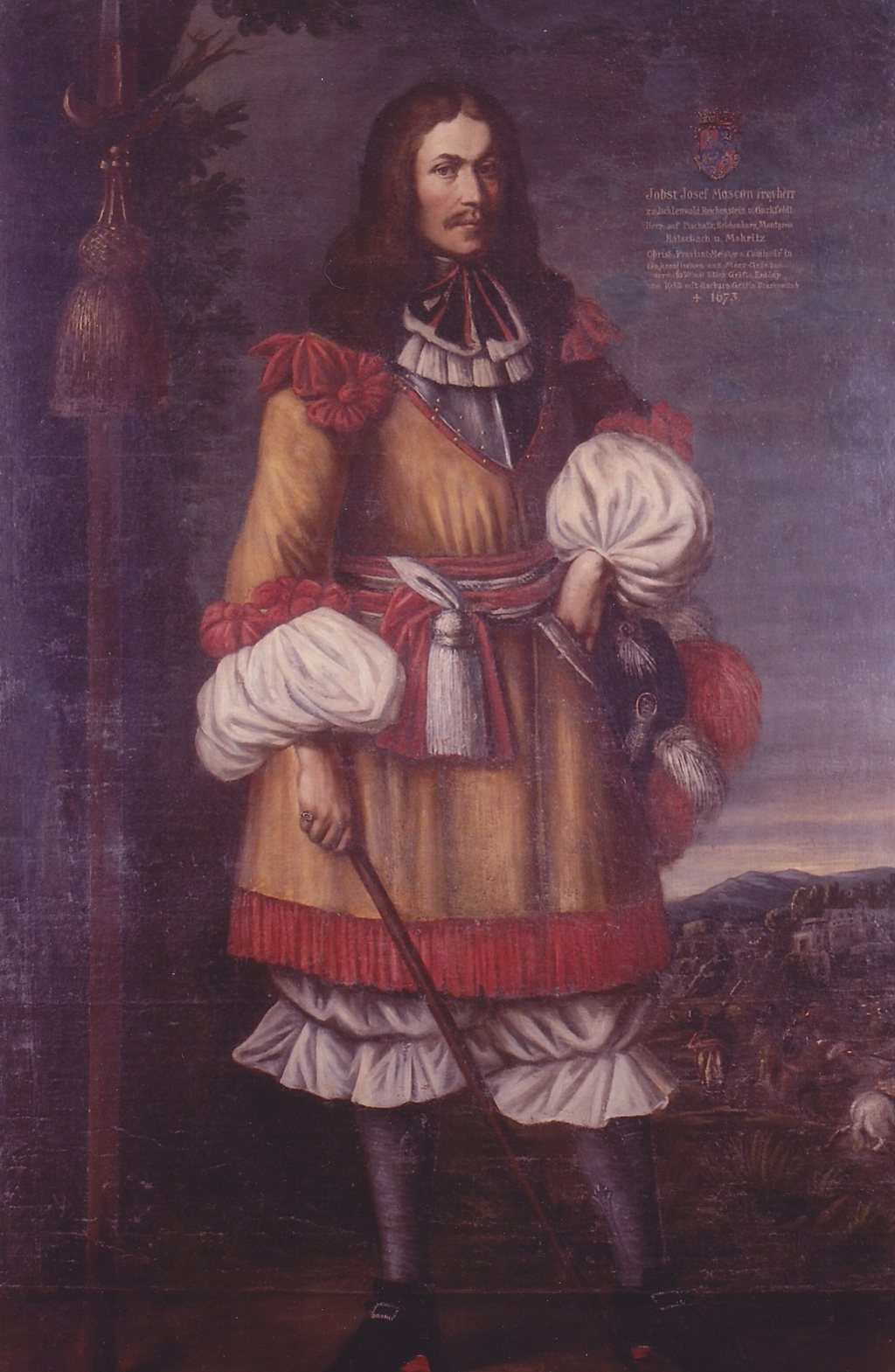
O barão Jobst Josef Moscon, século XVII.

Em Jesi chegaram no século XVII e no século XVIII se tornaram condes. Ali se destaca o cavaleiro Niccolò, um dos fundadores do Teatro Concordia. O conde Alessandro foi cônego da Catedral e um dos fundadores da Cassa di Risparmio. Era filho de Ludovico e de Margherita Mastai Ferretti, tia do papa Pio IX. Luigi foi protonotário apostólico, prelado doméstico de Sua Santidade e cônego da Basílica Patriarcal de Santa Maria Maggiore de Roma. Antonio foi diretor, deputado da Presidência e presidente da Comissão Administrativa da Società di Agricoltura Jesina.
O ramo de Ptuj, na Eslovênia, inicia com Alessio, que enriqueceu como comerciante de tecidos e foi admitido no patriciado. Em 1532 tornou-se conde ao comprar do imperador o Condado de Pazin pela fortuna de 26 mil florins, ganhando a jurisdição civil e penal sobre seus súditos e o patronato da Igreja. Em 1533 Alessio comprou também o Castelo de Pazin, a mais importante edificação militar da Ístria. Seu filho Giovanni construiu um orfanato, hospital e asilo de idosos, chamado Ospizio Mosconi (1543), que devia inclusive prover dotes para as meninas órfãs, dotando-o de um patrimônio de 23 casas, moinhos e terrenos. A família estimulou a fixação de imigrantes eslavos, sobretudo refugiados da Dalmácia e da Bósnia, mas acabou entrando em conflito com os moradores nativos e foi acusada de abusos, e na década de 1550 o imperador revogou seus direitos sobre o condado. Giambattista viveu alguns anos na Ístria e em 1649 era castelão de Lupoglavo; casado com a rica herdeira Emerenzia Khisel, não teve filhos e deixou sua vasta herança na Carniola e na Estíria ao irmão Gerolamo e aos sobrinhos Johann-Alexander, Innocenz, Peter, Michael e Mark-Anton, que nasceram na Áustria.
O grupo austríaco, assim como os outros, enriqueceu no comércio. A grafia do nome variou amplamente, sendo registrado como Moschon, Moscon, Moshcon, Muschkhon, Muschon, Musckhon,  Muskoner, Maschcon, Maschkon e muitas outras variantes. Francesco, Apolonio, Bernardo e Antonio Mosconi são mencionados em uma lista de comerciantes de Laibach do ano de 1544. Negociavam principalmente com peles e couros e faziam negócios lucrativos, adquirindo terras e propriedades. Sebastian em torno de 1540 alugou uma mina de cobre pertencente aos senhores de Ungnad e começou o desenvolvimento da indústria de minérios em Samobor, na Croácia. Ao introduzir métodos mais avançados de mineração e fundição, conseguiu aumentar enormemente a produção. Ficou riquíssimo e comprou três senhorios. No final de 1581 Franciscus, casado com a herdeira Katharina-Franziska Valvasor, com quem teve oito flhos, tornou-se proprietário do castelo de Thurn am Hart na Eslovênia. Este casamento aumentou o prestígio e o poder dos Mosconi na Carniola e Estíria. Em 1595 Innocenz recebeu a nobreza da Estíria e em 1617 o título de barão (freiherr). Depois adquiriram uma extensa lista de outras propriedades, incluindo mansões e castelos e produziram vários ramos senhoriais, baroniais e um comital. Em 1699 Johann Herbert recebeu a nobreza croata. Neste grupo destacam-se também o conde Josef, que manteve um hospital na Eslovênia no século XVIII; o barão Anton Albert, fundador do mais importante pomar da Áustria no século XIX, criador de uma escola em seu castelo e um renovador da fruticultura regional, e o barão Julius Franz Alfred, deputado no parlamento austríaco e no parlamento provincial da Estíria.